# KODE5
Die KODE5 war ein internationaler E-Sport-Wettkampf. Über Qualifikationsturniere, die sogenannten Regional Finals, wurden die Teilnehmer der anschließenden Grand Finals bestimmt. Zwar waren die Regional Finals auch bestimmten Staaten zugeordnet, allerdings gab es im Gegensatz zu den World Cyber Games und zum Electronic Sports World Cup keine an die Nationalität gekoppelten Teilnahmebeschränkungen. Die Gewinner bekamen vom Veranstalter sämtliche Kosten für Anreise und Unterkunft auf den Grand Finals bezahlt.
Die erste Ausgabe im Jahr 2006 wurde in den Computerspielen Counter-Strike, Warcraft III und Quake 4 ausgetragen. Die Finalveranstaltung fand in Peking statt. Das Gesamtpreisgeld betrug 70.000 US-Dollar.
In der zweiten KODE5 im Jahr 2007 wurden Counter-Strike 1.6 und Warcraft III gespielt. Als Austragungsort der Grand Finals wurde Moskau ausgesucht. Das Preisgeld für diese beiden Disziplinen blieb gleich, sodass das Gesamtpreisgeld diesmal 55.000 US-Dollar betrug. Bei den KODE5 Finals 2009, erneut in Moskau, wurde in der einzigen Disziplin Counter-Strike 1.6 um ein Preisgeld in Höhe von 40.000 US-Dollar gespielt.
Im Jahr 2012 wurde bekannt, dass die KODE5 ihre Preisgelder seit 2008 nicht mehr ordnungsgemäß auszahlte. Die KODE5 wurde zuletzt im Dezember 2010 in Lima ausgetragen.

## Gewinner
| KODE5 2006         | KODE5 2006               | KODE5 2006            | KODE5 2006                   |
| Disziplin          | Sieger                   | Zweiter               | Dritter                      |
| ------------------ | ------------------------ | --------------------- | ---------------------------- |
| Counter-Strike 1.6 | Ninjas in Pyjamas        | wNv Teamwork          | hoorai                       |
| Warcraft III       | Andrei „Deadman“ Sobolew | Yoan „ToD“ Merlo      | Manuel „Grubby“ Schenkhuizen |
| Quake 4            | Johan „toxic“ Quick      | Marcel „k1llsen“ Paul | Rafik „LoSt-CaUzE“ Bryant    |
| KODE5 2007         | KODE5 2007        | KODE5 2007         | KODE5 2007             |
| Disziplin          | Sieger            | Zweiter            | Dritter                |
| ------------------ | ----------------- | ------------------ | ---------------------- |
| Counter-Strike 1.6 | mTw               | fnatic             | SK Gaming              |
| Warcraft III       | Xuwen „Infi“ Wang | Park „Shy“ Chulwoo | Youn „Soccer“ Duck Man |
| KODE5 2009         | KODE5 2009 | KODE5 2009 | KODE5 2009 |
| Disziplin          | Sieger     | Zweiter    | Dritter    |
| ------------------ | ---------- | ---------- | ---------- |
| Counter-Strike 1.6 | fnatic     | SK Gaming  | Wicked     |
| KODE5 2010         | KODE5 2010 | KODE5 2010   | KODE5 2010   |
| Disziplin          | Sieger     | Zweiter      | Dritter      |
| ------------------ | ---------- | ------------ | ------------ |
| Counter-Strike 1.6 | CNB-Gaming | Wild Ineters | Money Makers |